# Криминальное чтиво
«Кримина́льное чти́во» (англ. Pulp Fiction — «Бульварное чтиво») — культовый кинофильм режиссёра Квентина Тарантино. Сюжет фильма построен нелинейно, как и в большинстве других работ Тарантино. Этот приём стал чрезвычайно популярен, вызвав множество подражаний во второй половине 1990-х годов. Фильм объединяет несколько историй: ограбление кафе, философские беседы двух гангстеров, спасение девушки от передозировки героином и боксёр, которого задели за живое. Название отсылает к популярным в середине XX века в США pulp-журналам, стилистика которых использовалась при создании афиш, а позднее — саундтрека, видеокассет и DVD с фильмом.
Фильм стабильно занимает место в первой десятке списка 250 лучших фильмов на сайте IMDb. Удостоен премии «Оскар», «BAFTA» и «Золотой глобус» в категории «Лучший оригинальный сценарий», «Золотой пальмовой ветви» Каннского кинофестиваля 1994 года и более сорока других кинематографических наград. Картина имела большой успех у зрителей и считается важной вехой в истории кинематографа, давшей ощутимый толчок развитию независимого американского кино.
«Криминальное чтиво» считается шедевром Тарантино благодаря своему сценарию. Критики отметили его саморефлексивность, нетрадиционную структуру и особенную стилизацию, назвав фильм образцом постмодернистского кино. Он часто воспринимается как культурное явление, оказавшее влияние на кино и другие медиа, которые переняли элементы его стиля. Актёрский состав также получил широкую похвалу, а Тарантино получил особое признание. В 2008 году журнал Entertainment Weekly назвал «Криминальное чтиво» лучшим фильмом с 1983 года. Картина многократно попадала в различные списки величайших фильмов всех времён. В 2013 году фильм был включён Библиотекой Конгресса США в Национальный реестр фильмов как культурно, исторически или эстетически значимое произведение.

## Сюжет
Вслед за предыдущим фильмом Тарантино «Бешеные псы», части сюжета «Криминального чтива» были разделены, перемешаны и показаны в «неправильном» порядке; техника, до этого использовавшаяся режиссёрами французской «Новой волны», в частности Жан-Люком Годаром и Франсуа Трюффо, а также Стэнли Кубриком в «Убийстве».
Всего в сценарии можно насчитать шесть частей, при этом авторские названия имеют три из них: «Винсент Вега и жена Марселласа Уоллеса» (Vincent Vega and Marsellus Wallace’s Wife), «Золотые часы» (The Gold Watch) и «Ситуация с Бонни» (The Bonnie Situation).
Первая и последняя части (Ограбление) пересекаются во времени и происходят в одном и том же месте. Две хронологически последовательные части («Винсент Вега и жена Марселласа Уоллеса» и «Золотые часы») показаны также одна за другой.
|  | Порядок историй в фильме: 1. Ограбление (начало) 2. Винсент и Джулс 3. «Винсент Вега и жена Марселласа Уоллеса» 4. «Золотые часы» 5. «Ситуация с Бонни» 6. Ограбление (окончание) |  | Хронологический порядок: 1. Винсент и Джулс 2. «Ситуация с Бонни» 3. Ограбление (обе части) 4. «Винсент Вега и жена Марселласа Уоллеса» 5. «Золотые часы» |  |

Для удобства восприятия далее сюжет фильма представлен в хронологическом порядке, что не совсем правильно, так как нарушает авторский замысел. Желающие могут читать блоки с сюжетом фильма в правильном порядке.

### Винсент и Джулс
Винсент Вега (Джон Траволта) и Джулс Уиннфилд (Сэмюэл Л. Джексон), бандиты на службе у Марселласа Уоллеса (Винг Рэймс), должны забрать принадлежащий их боссу чемодан у Бретта и его компаньонов, предположительно вследствие нарушения последними договорённости. По дороге они обсуждают данное Уоллесом Винсенту поручение «вывести в свет» вечером того же дня Мию Уоллес (Ума Турман), жену босса. Винсент рассказывает о своей недавней поездке в Европу. Идёт известный диалог о «Quarter Pounder» (рус. «Четвертьфунтовый чизбургер»), бургере из McDonald's, который в Европе из-за метрической системы называют «Royale with Cheese» (рус. «Королевский с сыром»). Добравшись до квартиры, после непродолжительного диалога и цитирования искажённого отрывка (Иез. 25:17) из проповедей пророка Иезекииля, Джулс и Винсент убивают Бретта и одного из его компаньонов.
В эпизоде упоминается вымышленная сеть гавайских ресторанов быстрого питания Big Kahuna Burger, встречающаяся в целом ряде фильмов Тарантино.

### «Ситуация с Бонни»
Неожиданно из-за закрытой двери выскакивает ещё один компаньон Бретта и практически в упор разряжает свой револьвер в Джулса и Винсента; но ни одна из шести пуль не достигает цели. Бандиты убивают неудачливого стрелка, затем вместе с Марвином (одним из приятелей Бретта, который на самом деле был к нему подослан Уоллесом), забрав чемодан Уоллеса, покидают место преступления.
Джулс воспринимает то, что он остался цел, как знамение свыше и принимает решение завязать с преступным миром. По дороге к Уоллесу Винсент, неосторожно размахивая пистолетом в салоне машины, случайно стреляет Марвину в голову. Мозги Марвина разлетаются по всей машине. Джулс ведёт автомобиль в гараж к своему приятелю Джимми Диммику (Квентин Тарантино). Проблема усугубляется тем, что с ночного дежурства скоро должна прийти жена Джимми — Бонни, которая работает медсестрой, и, по словам Джимми, если она увидит труп в гараже своего дома, то подаст на развод.
Для разрешения ситуации Марселлас Уоллес посылает мистера Вульфа (Харви Кейтель). Под его руководством Джулс и Винсент доводят салон и самих себя до приемлемого состояния и отвозят автомобиль с трупом Марвина в багажнике на автосвалку Монстра Джо. Доставив машину на свалку, мистер Вульф покидает сцену в компании Ракель — дочери Монстра Джо, а Джулс и Винсент отправляются позавтракать.

### Ограбление
(На этом месте начинается фильм.) Пара мелких грабителей, Ринго (Тим Рот) и Иоланда (Аманда Пламмер) за чашкой кофе размышляют о разнообразных превратностях своего дела, заканчивая обсуждением возможности ограбить посетителей и кассу забегаловки, в которой они находятся. Решившись, они выхватывают пистолеты. (В фильме на этом месте начинаются вступительные титры, и действие покидает эту забегаловку до самого конца фильма.)
(Действие фильма возвращается к этой сцене, преодолев весь свой хронометраж.) Джулс и Винсент сидят в том же ресторане и обсуждают желание Джулса уйти из криминального мира. Непосредственно перед началом ограбления Винсент идёт в туалет. Когда Ринго пытается помимо кошелька забрать у Джулса чемодан Уоллеса, тот перехватывает инициативу и берёт его на мушку. Иоланда берёт на прицел Джулса, вернувшийся Винсент — Иоланду. Джулс забирает у Ринго свой кошелёк, отдаёт ему все свои деньги, витиевато сообщает, что сохранит их жизни, поскольку вследствие сегодняшней переоценки жизненных ценностей собирается начать праведную жизнь, и даёт ошарашенным Ринго и Иоланде уйти с добычей (но без чемодана). Следом за ними с чемоданчиком из ресторана уходят Джулс и Винсент. (В фильме на этом месте начинаются финальные титры.)

### «Винсент Вега и жена Марселласа Уоллеса»
Джулс и Винсент возвращаются к Уоллесу. Перед тем, как принять Винсента, Уоллес обсуждает с боксёром Бутчем (Брюс Уиллис) детали предстоящего договорного боя, который Бутч должен будет проиграть, и передаёт ему деньги. Между Винсентом и Бутчем происходит небольшая словесная стычка.
Винсент покупает у своего старого наркодилера Лэнса пакет героина, делает себе внутривенную инъекцию и направляется за Мией Уоллес (Ума Турман). Они едут в ресторан «Джек Рэббит Слимс», в туалете которого Мия нюхает кокаин, после чего они с Винсентом исполняют твист под сингл Чака Берри «You Never Can Tell» и выигрывают главный приз. Винсент отвозит Мию домой. Пока он был в туалете, Мия находит в кармане плаща Винсента купленный им пакет с наркотиком, и, не поняв, что это героин, вдыхает найденный порошок и получает передозировку (причина ошибки в том, что наркодилеры обычно продают героин, закатанный в шарики, а кокаин — в пакетиках, но Лэнс предупреждает Винсента, что шарики закончились, и он упакует героин в пакетик).
В ужасе от возможных последствий Винсент отвозит Мию к Лэнсу, где пытается возвратить бездыханную девушку к жизни с помощью прямой инъекции адреналина в сердце. Мия приходит в себя, после чего Винсент отвозит её домой. Договорившись, что Марселлас ничего не узнает об этой ситуации, они расстаются.

### «Золотые часы»
История профессионального боксёра Бутча Кулиджа начинается с его сна — воспоминания о детстве, в котором армейский товарищ его отца — капитан Кунс (Кристофер Уокен) передаёт ему фамильную реликвию его семьи — золотые часы. В ходе продолжительного монолога выясняется, что, находясь во вьетнамском плену, отец Бутча пять лет прятал часы «у себя в заднице», чтобы их не отобрали. А после его смерти Кунс их прятал в своей ещё два года.
Проснувшись, Бутч обнаруживает себя поставленным перед необходимостью участвовать в договорном матче, за проигрыш в котором ему заплатил Марселас Уоллес. Однако Бутч нарушает договорённость, поставив через доверенного букмекера полученные от Уоллеса деньги на себя, нокаутирует соперника (впоследствии выясняется, что насмерть; сам бой не показан) и сбегает на такси.
В мотеле его ждёт подруга Фабиан (Мария де Медейруш), которая должна была собрать вещи из их съёмной квартиры. Утром следующего дня выясняется, что она в спешке забыла фамильные золотые часы Бутча, и ему приходится вернуться за ними. Он осторожно проникает в квартиру, забирает часы и, уже успокоившись, принимается готовить себе тосты для завтрака. Неожиданно он замечает на столе в кухне пистолет-пулемёт Ingram MAC-10. Бутч берёт оружие и направляет его в сторону санузла. Дверь туалета открывается, и оттуда показывается Винсент Вега. От звука тостера Бутч рефлекторно выпускает в Винса очередь.
Бутч покидает квартиру и отправляется в отель. Остановившись на красный свет, он неожиданно видит Марселаса, который, переходя дорогу, замечает Бутча в машине. Бутч сбивает Уоллеса и попадает в аварию. Придя в себя, разъярённый Марселас выхватывает пистолет и начинает палить в Бутча. Бутч, оглушённый аварией, с трудом бежит.
На безлюдной улочке Бутч заскакивает в ломбард, подкарауливает Уоллеса, сбивает с ног и отбирает пистолет. Хозяин ломбарда Мэйнард связывает их и вызывает своего знакомого (согласно сценарию — брата), федерального маршала Зеда.
Мэйнард и Зед оказались садистами-извращенцами. Своей первой жертвой они выбирают Марселаса. Пока они за закрытой дверью насилуют Марселаса, Бутчу удаётся вырваться, оглушив охранника-мазохиста. Добравшись до выхода, Бутч решается вернуться и помочь Марселасу. Он снимает со стены катану, и спустившись в подвал, убивает Мэйнарда. Уоллес освобождается от пут, стреляет Зеду прямо в пах и обещает ему страшную месть. Бутч спрашивает у Марселаса «насчёт их общего дела». Марселас сообщает Бутчу, что больше нет у них никакого «общего дела» при соблюдении Бутчем двух условий: последний должен молчать о произошедшем и навсегда покинуть Лос-Анджелес.
Возвратившись в мотель, не захватив с собой никаких вещей, Бутч и Фабиан спешно уезжают на чоппере Зеда.

## В ролях
| Актёр               | Роль |
| ------------------- | --- |
| Джон Траволта       | Винсент Вега |
| Сэмюэл Л. Джексон   | Джулс Уиннфилд |
| Брюс Уиллис         | Бутч Кулидж |
| Ума Турман          | Мия Уоллес |
| Тим Рот             | Тыковка (Ринго) |
| Аманда Пламмер      | Сладкая Зайчишка (Иоланда) |
| Харви Кейтель       | Уинстон Вульф («Чистильщик») |
| Мария де Медейруш   | Фабиан |
| Винг Рэймс          | Марселлас Уоллес |
| Эрик Штольц         | Лэнс |
| Розанна Аркетт      | Джоди |
| Кристофер Уокен     | капитан Кунс |
| Квентин Тарантино   | Джимми Диммик |
| Анджела Джонс       | Эсмеральда Вилла Лобос |
| Фил Ламарр          | Марвин |
| Фрэнк Уэйли         | Бретт |
| Берр Стирс          | Роджер |
| Эрик Кларк          | Джеймс |
| Брона Галлахер      | Труди |
| Дуэйн Уайтакер      | Мэйнард |
| Питер Грин          | Зед |
| Стивен Хибберт      | садомазохист |
| Джулия Суини        | Ракель |
| Алексис Аркетт      | четвёртый человек |
| Джером Пэтрик Хобэн | Эд |
| Брэд Паркер         | Джерри Льюис |
| Пол Кальдерон       | Пол |
| Джозеф Пилато       | двойник Дина Мартина |
| Стив Бушеми         | официант в образе Бадди Холли |
| Сьюзан Гриффитс     | официантка в образе Мэрилин Монро |
| Чандлер Линдауэр    | Бутч в детстве |
| Дик Миллер          | монстр Джо (эпизод был вырезан) |
| Эмил Ситка          | мировой судья Дж. М. Бентон в фильме « Жених без невесты [англ.] » (1947) на экране телевизора (в титрах указан как «Возьмитесь за руки, голубки́!») [ 12 ] мировой судья Дж. М. Бентон в фильме « Жених без невесты [англ.] » (1947) на экране телевизора (в титрах указан как «Возьмитесь за руки, голубки́!») [ 12 ] |

## Съёмочная группа
| Режиссёр                  | Квентин Тарантино                                                                                               |
| Сценарий                  | Квентин Тарантино, Роджер Эвери                                                                                 |
| Оператор                  | Анджей Секула                                                                                                   |
| Продюсеры                 | Дэнни Де Вито, Стэйси Шер, Лоуренс Бендер, Ричард Эйч. Глэдстейн, Боб Вайнштейн, Харви Вайнштейн, Майкл Шамберг |
| Монтажёр                  | Салли Менке |
| Художественное оформление | Дэвид Уоско |
| Декорации                 | Сэнди Рейнольдс-Уоско                                                                                           |
| Костюмер                  | Бетси Хайманн                                                                                                   |
| Арт-директор              | Чарльз Коллам                                                                                                   |

## Производство

### Подбор актёров
Квентин Тарантино хотел, чтобы в фильм вернулся персонаж Майкла Мэдсена (Вик Вега) из «Бешеных псов», поэтому роль, впоследствии доставшаяся Джону Траволте, была написана специально для Майкла (на роль пробовался также Дэниел Дэй-Льюис). Но Майкл Мэдсен не смог принять участие в фильме из-за съёмок в фильме Лоуренса Кэздана «Уайетт Эрп». Тарантино пришлось изменить имя персонажа с Вика на Винсента. Несмотря на то, что Тарантино специально написал роль Джулса для Сэмюэля Л. Джексона, актёр мог её не сыграть, так как продюсерам очень понравилась проба Пола Кальдерона на эту роль. Но в итоге, Джулса сыграл Джексон, а Пол исполнил роль бармена в баре Марселаса.
Долгое время Квентин Тарантино никак не мог решить, кого он сыграет в фильме — Джимми или Лэнса. В конце концов он выбрал Джимми, так как посчитал, что сцена с оживлением Мии слишком сложная, и при съёмке этой сцены он должен находиться за камерой.
Роль Бутча по замыслу Тарантино должен был сыграть уже добившийся голливудской славы актёр. Предполагалось, что роль этого боксёра достанется Сильвестру Сталлоне (аллюзия на фильм «Рокки»), но в итоге её получил Брюс Уиллис, который хотел сыграть роль Винсента.
Тарантино был сражён большими ступнями Умы Турман (он считает это весьма сексуальным), и поэтому предложил ей роль Мии. Тарантино начитывал сценарий ей в телефонную трубку, чтобы актриса согласилась.
Сцена в ресторане («Honey Bunny» и «Pumpkin») была специально написана для Тима Рота и Аманды Пламмер.
Роль Вульфa была специально написана для Харви Кейтеля.
Первоначально предполагалось, что Стив Бушеми исполнит роль Джимми, но из-за своих контрактных обязательств на других проектах он не смог этого сделать. Однако, он всё же появился в фильме, в роли официанта, принимающего заказ у Мии и Винсента, в ресторане «Jack Rabbit Slim’s».
Квентин Тарантино предлагал Курту Кобейну, основателю и солисту группы Nirvana, роль наркодилера Лэнса, но музыкант отказался. Об этом британскому таблоиду The Sun рассказала вдова Кобейна Кортни Лав. Самой Кортни Лав Тарантино также предлагал эпизодическую роль, но она, последовав примеру мужа, тоже от неё отказалась. По сведениям интернет-сайта World Entertainment News Network, вместо Кобейна и Лав режиссёр в итоге занял Розанну Аркетт и Эрика Штольца. Согласно Daily Express, Тарантино отрицает, что предлагал Кобейну эту роль или даже встречался с ним.
Бюджет фильма составил 8 млн долларов, из них 5 млн долларов ушло на гонорары актёрам.

### Съёмки
Основные съёмки фильма начались 20 сентября 1993 года.
В сцене укола адреналином в сердце Мии Уоллес Джон Траволта вытаскивает иглу из груди Умы Турман. При монтаже фильма сцена была проиграна в обратном направлении, и тем самым был достигнут необходимый эффект реальности.
Две новеллы из трёх Тарантино написал до сценария «Бешеных псов» и «Настоящей любви». После успеха этих фильмов Тарантино решил дописать сценарий. Также он хотел, чтобы три новеллы были поставлены разными режиссёрами. Год спустя эта задумка была осуществлена в фильме «Четыре комнаты».
Машина, на которой ездит Винсент — это красный кабриолет Chevrolet Chevelle 1964 г., которая принадлежала Квентину Тарантино и была угнана во время съёмок. Автомобиль был обнаружен 18 апреля 2013 года, спустя 19 лет после угона, в округе Сан-Бернардино, штат Калифорния.
Специально для фильма музыка не писалась, а его саундтрек состоит из композиций различных исполнителей в стиле рок-н-ролл, сёрф-рок, поп, соул.
Слово «fuck» используется в фильме 265 раз.

## Восприятие

### Выпуск и кассовые сборы
Премьера фильма «Криминальное чтиво» состоялась в мае 1994 года на Каннском кинофестивале. Фильм был показан на полуночном показе и стал сенсацией. Он выиграл «Золотую пальмовую ветвь», главный приз фестиваля, породив новую волну рекламы.
Первый обзор фильма в США был опубликован 23 мая в отраслевом журнале Variety. Тодд Маккарти назвал «Криминальное чтиво» «захватывающим зрелищем поп-культуры … потрясающим, огромным успехом». После первого показа фильма Тарантино постоянно находился в пути, продвигая свою картину. В течение следующих нескольких месяцев он участвовал в кинофестивалях по всей Европе.
14 октября 1994 года «Криминальное чтиво» вышло в свет в США. Как описывает Питер Бискинд: «Он не был платформенным, то есть не открывался в нескольких кинотеатрах и медленно разворачивался, как традиционный инди-фильм; он сразу же получил широкое распространение в 1100 кинотеатрах». «Криминальное чтиво» стало самым кассовым фильмом в прокате в первые выходные, вытеснив фильм Сильвестра Сталлоне «Специалист», который был на второй неделе и показывался в кинотеатрах в два раза больше. При своём бюджете в 8,5 млн долларов и маркетинговых расходах около 10 млн «Криминальное чтиво» заработало 107,93 млн долларов в кассах США, что сделало его первым инди-фильмом, который превысил 100 млн долларов. Во всем мире сборы составили 213 миллионов долларов. Как говорит MovieMaker: «Фильм был не чем иным, как национальным культурным феноменом». В Великобритании не только фильм стал большим хитом, но и книга по сценарию стала самой успешной в истории издательства Великобритании и входит в десятку лучших бестселлеров.

### Награды сезона
«Криминальное чтиво» было названо Лучшей картиной Национальным обществом кинокритиков США, Национальным советом кинокритиков США, Ассоциацией кинокритиков Лос-Анджелеса, Обществом кинокритиков Бостона, Обществом кинокритиков Техаса, Юго-восточной ассоциацией кинокритиков и Кружком кинокритиков Канзас-Сити. Тарантино был назван лучшим режиссёром всеми семью из этих организаций, а также Сообществом кинокритиков Нью-Йорка и Ассоциацией кинокритиков Чикаго. На 52-й премии «Золотой глобус» Тарантино был назван единственным лауреатом премии «Лучший сценарий». В феврале 1995 года фильм получил семь номинаций на Оскар — лучшая картина, режиссёр, актёр (Джон Траволта), актёр второго плана (Сэмюэл Л. Джексон), актриса второго плана (Ума Турман), оригинальный сценарий и монтаж фильма. Траволта, Джексон и Турман были также номинированы на 1-ю премию Гильдии киноактеров, вручённую 25 февраля, но никто не удостоился этой чести. На церемонии вручения премии Оскар в следующем месяце Тарантино и Эвери были объявлены совместными лауреатами премии за лучший оригинальный сценарий. «Криминальное чтиво» завоевало четыре награды на церемонии вручения премии «Независимый дух», которая состоялась в конце месяца: «Лучший фильм», «Лучший режиссёр», «Мужская роль» (Джексон) и «Лучший сценарий» (Тарантино). На Британской академии кинопремии (BAFTA) Тарантино и Эвери разделили Премию BAFTA за лучший оригинальный сценарий, а Джексон — за лучшую мужскую роль второго плана. Фильм был номинирован на Гран-при Бельгийской ассоциации кинокритиков.

### Критика
На агрегаторе отзывов Rotten Tomatoes фильм имеет рейтинг одобрения 92 %, основанный на 107 отзывах, со средним рейтингом 9,20/10. Критический консенсус веб-сайта гласит: 
Один из самых авторитетных фильмов 1990-х годов, «Криминальное чтиво» ― это безумная постмодернистская смесь острых ощущений нео-нуара и черного юмора.
 На Metacritic фильм имеет средневзвешенный балл 94 из 100, основанный на 24 критиках, что указывает на «всеобщее признание». Зрители, опрошенные CinemaMento, дали фильму среднюю оценку B+ по шкале от A+ до F.

## Вырезанные сцены
Из фильма были удалены две сцены. В первой Джулс пытается решить, что ему нужно делать дальше, в то время как Тыковка и Зайчишка грабят ресторан. В этой сцене Джулс достаёт пистолет и два раза стреляет в Тыковку. Затем он разворачивается и три раза стреляет в Зайчишку, убивая её. Падая, её пистолет стреляет в длинноволосого яппи, который умирает, крича от боли. После этого снова показан Джулс, разговаривающий с Тыковкой, и оказывается, что вся перестрелка происходила в его голове. Во второй Мия задаёт вопросы Винсенту, снимая его на свою видеокамеру.

## Отсылки к другим произведениям
Сюжет о передозировке Мии и её оживлении с помощью укола адреналина в сердце — дословное воспроизведение истории, рассказанной в документальном фильме «American Boy: A Profile of Steven Prince» (1978), режиссёром которого был Мартин Скорсезе.
Миа называет Винсента ковбоем, в ответ Винсент называет Мию девушкой-ковбоем. Джон Траволта сыграл до этого в фильме «Городской ковбой» (1980), а Ума Турман — в «Даже девушки-ковбои иногда грустят» (1993).
Харви Кейтель играл роль подобного «Чистильщика» в фильме «Возврата нет» (1993).
Танец Винсента и Мии отсылает к подобной сцене в одном из любимых фильмов Тарантино — «Банда аутсайдеров», а также к сцене танца из мультфильма «Коты-аристократы».
Анджела Джонс играла в фильме «Curdled» («Запёкшаяся кровь»), исполнительным продюсером и одним из сценаристов которого был Квентин Тарантино. Её героиня также из Колумбии и интересуется убийствами.
Книжка, которую читает Винсент Вега — Modesty Blaise Питера О’Доннелла. Тарантино является поклонником этой книжной серии и планировал сначала снять полнометражный фильм, а затем продюсировать съёмки сериала, но был выпущен только один эпизод в виде фильма «Приключения Модести Блэйз».